# Demiński

Demiński

Demiński odmienny

Demiński (Deminski, Demminski, Wranke-Demiński, Wrank) – kaszubski herb szlachecki pochodzenia niemieckiego.

## Opis herbu
Herb występował w co najmniej dwóch wariantach. Opisy z wykorzystaniem zasad blazonowania, zaproponowanych przez Alfreda Znamierowskiego:
Demiński (Deminski, Demminski, Wranke-Demiński, Wrank): W polu srebrnym jelenia głowa z szyją czerwona.
Klejnot: nad hełmem w koronie dwie strzały w wachlarz na opak czerwone.
Labry: czerwone, podbite srebrem.
Demiński (Deminski, Wranke-Demiński): Brak korony, strzały w klejnocie srebrne, nie na opak, w wachlarz i bez opierzenia.

## Najwcześniejsze wzmianki
Wariant I pojawia się u Ledebura (Adelslexikon der preussichen Monarchie von...), oba warianty wymienia natomiast Nowy Siebmacher.

## Rodzina Demińskich
Rodzina z pogranicza Kaszub ze wsi Dyminek. W 1570 roku właścicielami tej wsi byli Matthias Brannek i jego brat. Mieli być oni niemieckiego pochodzenia i nazwiska pierwotnie Braunek. W latach następnych nazwisko to przekształcono na Wranek i w formach Wranke, Wrancke, Wrank lub spolszczonej Wranka używane jako przydomek Demińskich. Kolejne wzmianki o rodzinie pochodzą z roku 1648 (pan Demmiński), 1682 (Krzysztof, Aleksander, Ludwik, Andrzej, Maciej Krystian Demińscy), 1766 (Melchior de Wranke Demiński), 1768 (Ludwik Demiński). Rodzina posiadała też działy we wsiach: Krzemieniewo, Dźwierzno, Cewice, Drzonowo. Rodzina wygasła w połowie XIX wieku, ale jeden z Wranke-Demińskich adoptował posła krajowego Tuisco Hermanna Adolpha Köhne w 1842, który otrzymał szlachectwo pruskie i prawo do herbu Demińskich oraz nazwiska Köhne von Wranke-Demiński.

## Herbowni
Demiński (Deminski, Demminski, Demmiński), rodzina używała też przydomku Wranek (Wranke, Wrancke, Wrank, Wranka).